# Amós (nombre)
'Amós es un nombre propio masculino de origen hebreo en su variante en español. Según la Biblia, Amós era pastor y productor de higos en Técoa, en el límite del desierto de Judá (Amós 1:1). Fue profeta en Israel, el reino del norte, durante el reinado de Jeroboam II (783 a.C - 743 a. C.). Escribió el libro de la Biblia que lleva su nombre.

## Etimología
Proviene del hebreo עמוס (ʾĂmos) y significa "El que lleva la carga".

## Santoral
31 de marzo: San Amós, profeta.

## Variantes
| Variantes en otras lenguas | Variantes en otras lenguas |
| -------------------------- | -------------------------- |
| Español                    | Amós                       |
| Alemán                     | Amos                       |
| Catalán                    | Amós                       |
| Checo                      | Ámos                       |
| Danés                      | Amos                       |
| Estonio                    | Aamos                      |
| Finlandés                  | Aamos                      |
| Francés                    | Amos                       |
| Gallego                    | Amós                       |
| Griego                     | Αμος (Amos)                |
| Hebreo                     | עמוס (ʾĂmos)               |
| Holandés                   | Amos                       |
| Húngaro                    | Ámos                       |
| Inglés                     | Amos                       |
| Italiano                   | Amos                       |
| Latín                      | Amos                       |
| Noruego                    | Amos                       |
| Polaco                     | Amos                       |
| Portugués                  | Amós                       |
| Ruso                       | Амос (Amos)                |
| Serbio                     | Амос (Amos)                |
| Sueco                      | Amos                       |